# Эфраим Дивероли
Эфраим Дивероли (родился 20.12.1985) - бывший американский торговец оружием и писатель. Его компания AEY Inc. была крупным поставщиком оружия для Министерства обороны США. Правительство США приостановило деятельность AEY за нарушение контракта после того, как AEY предоставила китайские боеприпасы и попыталась скрыть их происхождение, переупаковав их как венгерские, тем самым нарушив американское эмбарго на поставки оружия из Китая. В результате огласки контракта и возраста торговцев оружием — Дивероли был 21 год, а его партнёру Дэвиду 25 лет, когда AEY заключила сделку с боеприпасами — армия Соединённых Штатов начала пересмотр своих контрактных процедур.
Дивероли был приговорëн к четырём годам лишения свободы в федеральной тюрьме. Он является центральным героем драматического фильма Тодда Филлипса «Парни со стволами», выпущенного в 2016 году, а также мемуаров, написанных совместно с осуждëнным мошенником Мэтью Коксом и опубликованных в 2016 году.

## Ранние годы
Дивероли родился 20 декабря 1985 года в Майами-Бич в семье Атерет и Майкла Дивероли. Семья была ортодоксальной еврейской, строго соблюдающей все традиционные еврейские законы. Он учился в Еврейской академии в Майами-Бич. Его дед, Йоав Ботач, был одним из самых богатых владельцев недвижимости в Лос-Анджелесе, а его дядя — знаменитый раввин Шмулей Ботач.

## Деятельность в AEY Inc
Формирование AEY
Дивероли вернулся домой в Майами-Бич, в марте 2001 года в возрасте пятнадцати лет. После ссоры с дядей он сказал отцу, что хочет открыть бизнес, специализирующийся на торговле оружием, боеприпасами и оборонных контрактах с правительством США. Он убедил своего отца продать ему подставную компанию AEY Inc, названную в честь первых инициалов его и его братьев и сестер, которую его отец учредил как небольшой типографский бизнес, но с которым ничего не делал в течение многих лет. Дивероли проявил склонность к торговле оружием и быстро сделал себе имя в отрасли. Его юный возраст и очевидный талант привели к тому, что местные СМИ назвали его «оружейным вундеркиндом».
Контракты
Дивероли начал работать в этот период торговли тяжелым оружием ещё подростком в однокомнатной квартире в Майами. Не имея ничего, кроме ноутбука, он стремился войти в отрасль, не вставая со своего дивана. Он начал просматривать предложения на fbo.gov или FedBizOpps, правительственном веб-сайте, на котором публикуются контракты. Он начал с торгов по небольшим контрактам с финансовой помощью Ральфа Меррилла, с которым он вел дела, когда работал на своего дядю. По словам Rolling Stone, у Дивероли была «склонность к риску и всепожирающие амбиции».
После неуклонного увеличения размера его контрактов и достижения успеха компания Дивероли AEY, Inc. получила от Пентагона контракт на 298 миллионов долларов на поставку оружия и боеприпасов союзным силам в Афганистане. Чтобы выполнить контракты правительства США, Дивероли вскоре столкнулся с сомнительными торговцами оружием, нечестными дипломатами и солдатами удачи; ведение переговоров с министрами обороны иностранных государств, проведение встреч в посольствах и прием звонков от высокопоставленных армейских чиновников.
27 марта 2008 г. правительство США приостановило деятельность AEY Inc. за нарушение условий контракта; в нарушение существовавшего ранее эмбарго на поставки оружия компания была обвинена в поставках боеприпасов китайского производства Афганской национальной армии и полиции. Документы армии США показали, что в 2007 году компания заключила контракты на поставку боеприпасов, винтовок и другого оружия на сумму более 200 миллионов долларов. В результате огласки контракта армия США начала пересмотр своих процедур заключения контрактов.
Комитет Палаты представителей США по надзору и правительственной реформе признал боеприпасы «непригодными». AEY также не выполнила многочисленные предыдущие контракты, включая отправку потенциально небезопасных шлемов и неспособность доставить 10 000 пистолетов Beretta в Ирак.
Бывший партнер Дивероли, Дэвид Пакуз, и Ральф Меррилл, бывший главный финансист группы, позже подали отдельные иски против Дивероли, требуя выплаты миллионов долларов, которые, по их словам, они были должны получить в связи с контрактом на поставку оружия с правительством США.

## Суд и осуждение
Компания Ammoworks, которой владеет Дивероли, продолжала продавать оружие, пока он ожидал суда по обвинению в заговоре. В конце августа 2008 г. он признал себя виновным по одному пункту обвинения в сговоре и 4 января 2011 г. был приговорен к четырём годам лишения свободы и общий срок наказания был снижен за помощь в расследовании обвинения. Бывший партнер Дивероли, Дэвид Пакуз, был приговорен к семи месяцам домашнего ареста.